# Jesús María (Argentina)
Jesús María é um município da província de Córdova, na Argentina.